# 加菲爾德鎮區 (內布拉斯加州水牛縣)
加菲爾德鎮區（英語：Garfield Township）是位於美國內布拉斯加州水牛縣的一個行政鎮區。

## 地方資料
加菲爾德鎮區的面積為90.84平方千米，當中陸地面積為89.81平方千米，而水域面積為1.03平方千米。根據2020年美國人口普查的數據，當地共有人口201人，而人口密度為每平方千米2.21人。